# Ignatius Walvis
Ignatius Walvis (Utrecht, 1653 - Gouda, 6 mei 1714) was pastoor te Gouda. Hij schreef de eerste stadsgeschiedenis van Gouda.

## Leven en werk
Walvis werd in 1653 te Utrecht geboren als zoon van de uit Antwerpen afkomstige kunstschilder Johannes Baptista Walvis (1622-1692) en Bernardina van Aller (-1678). Hij studeerde filosofie en theologie in Leuven. Na zijn priesterwijding in 1678 werd hij kapelaan bij pastoor Jan Hooft (missionaris) te 's-Gravenhage. In 1688 volgde zijn benoeming tot pastoor van Gouda van "de kleine St. Jan aan de Hoge Gouwe" (dit is de latere oudkatholieke gemeente te Gouda). Walvis maakte zich in Gouda in korte tijd geliefd bij zijn parochianen. Hij kwam wel in conflict met verschillende reguliere geestelijken, die hem van Jansenisme beschuldigden. Het conflict kwam tot uitbarsting in 1702 met de schorsing van Petrus Codde. Walvis behoorde tot degenen die de zijde van Codde kozen en belandde daarmee in het kamp dat uiteindelijk de Oud-Katholieke Kerk zou gaan vormen. In 1713 werd hij benoemd tot lid van de Vicariaatsraad van Utrecht. Hij overleed op 6 mei 1714 te Gouda. Hij werd daar begraven in de St. Janskerk.
Walvis is vooral bekend geworden als geschiedschrijver van Gouda. Zijn hoofdwerk, Beschryving der stad Gouda, is nog steeds een belangrijke bron voor historici; hij wordt daarom wel gezien als de grondlegger van de moderne Goudse geschiedschrijving. Net na het verschijnen van dit standaardwerk boog de gereformeerde kerkenraad zich over de vraag wat gedaan kon worden tegen "dat vuijle paapse boek van den paap Walvis, zijnde een beschrijvinge van de stad Gouda". Nadat alle leden in de gelegenheid waren gesteld het boek te lezen kwam men een maand later met de veroordeling. "Het boeck over de beschrijvinge van Gouda, door de priester Walvis, welcke de vergaderinge seer hatelick en ergerlick is voorgekomen. als in welcke vuyle expressien gevonden worden, nadelig de ware hervormde religie. De vergaderinge dese zaak zeer ernstig en niet sonder misnoegen overwogen hebbende, heeft het van haer plicht geoordeelt tegen diergelijcke paepze stoutigheden te waken". Ondanks deze druk van protestantse zijde op het stadsbestuur werd het boek niet verboden en bleef in de handel. Slechts één kleine passage over de financiële handel en wandel van een Goudse notaris (Jan van Dam) is uit een deel van de oplage verwijderd.
Walvis schreef nog enkele andere historische werken over Gouda en omgeving, die nooit tijdens zijn leven zijn gedrukt, maar die wel als handschrift bewaard zijn gebleven. Deze gaan vooral over de kerkelijke geschiedenis van 1525 tot 1712. Zij zijn pas bijna 300 jaar later uitgegeven in het boek Goudsche onkatolijke kerkzaken, bezorgd en ingeleid door P.H.A.M. Abels, uitgegeven in 1999, Het Goudsche Aarts Priesterdom 1712, bezorgd en ingeleid door J.J. Hallebeek en M.G.F. Parmentier, eveneens uitgegeven in 1999 en Goudsche en andre daartoe dienende katolijke kerk-zaaken (1525-1712), bezorgd en ingeleid door P.H.A.M. Abels, J. Hallebeek en D.J. Schoon, uitgegeven in 2012.
In Gouda is in 1916 de Walvisstraat naar hem genoemd.

## Diverse werken van Ignatius Walvis
- Christelyke onderwysingen en gebeden, (1685)
- Beschrijving der stad Gouda, 2 dln., Gouda (1713), facsimile editie uitgegeven in 1972
- Goudsche onkatolijke kerkzaken (1709), (1999)
- Het Goudsche Aarts Priesterdom 1712, (1999)
- Goudsche en andre daartoe dienende katolijke kerk-zaaken (1525-1712), (2012)

- Biografisch Portaal: 31578693
- Digitale Bibliotheek voor de Nederlandse Letteren: walv002
- International Standard Name Identifier: 0000 0000 1959 0021
- Library of Congress Control Number: n00030717
- Nederlandse Thesaurus van Auteursnamen: 07070399X
- Virtual International Authority File: 363909
- WorldCat: E39PBJj4mtXctjDjFGTDpK9v73